# Смирново (Алтайский край)
Смирново — село в Заринском районе Алтайского края России. Входит в состав сельского поселения «Новокопыловский сельсовет». Население — 306 человек (2009).

## История
В 2009 году территория Смирновского сельсовета была включена в состав Новокопыловского сельсовета.

## География
Село находится на северо-востоке Алтайского края, в юго-западной части Заринского района, на берегах реки Гоношиха (приток реки Чумыш). Абсолютная высота — 205 метров над уровнем моря.
Расстояние до районного центра (города Заринск) — 15 км.

## Население
| 2008 | 2009 | 2010 | 2011 | 2012 | 2013 |
| ---- | ---- | ---- | ---- | ---- | ---- |
| 264  | ↗306 | ↘282 | ↗283 | ↘268 | ↘263 |

## Инфраструктура
В Смирново имеется начальная общеобразовательная школа (МКОУ «Смирновская начальная общеобразовательная школа»), фельдшерско-акушерский пункт, библиотека, клуб.

Уличная сеть села включает в себя 4 улицы.